# Boucherville

Coucher de soleil au parc du centre multifonctionnel Francine-Gadbois.

Pour les articles homonymes, voir Boucherville (homonymie).
Boucherville [buʃɛʁvil]  est une ville sise sur la rive-sud du Saint-Laurent, située à quelques kilomètres de l'Île de Montréal. Elle fait partie de l'agglomération de Longueuil en Montérégie, au Québec, au Canada. Lors du recensement canadien de 2021, on y dénombre une population de 41 743 habitants.
La ville comporte plusieurs secteurs distincts, soit une zone industrielle aux abords de la ville de Longueuil à l'ouest, un large secteur résidentiel en son centre et des zones agricoles à l'est s'étendant jusqu'aux limites de la ville de Varennes. Quelques zones commerciales de plus ou moins grande ampleur parsèment le territoire. Le territoire de la ville inclut également plusieurs îles dans le fleuve Saint-Laurent qui forment pour la plupart le parc national des Îles-de-Boucherville.
Fondée en 1667, il s'agit de l'une des plus anciennes villes du Québec.

## Géographie
D'une superficie totale de 80,92 km2 – bien que sa superficie terrestre soit de 71,16 km2 –, Boucherville est la 2e plus grande ville de l'agglomération de Longueuil après Longueuil et la 13e plus grande de la région administrative de la Montérégie.
Elle est bordée au nord-ouest par le fleuve Saint-Laurent, au nord-est par Varennes, à l'est par Sainte-Julie, au sud-est par Saint-Bruno-de-Montarville puis au sud et à l'ouest par Longueuil.
Banlieue majoritairement résidentielle de la rive-sud de Montréal, Boucherville compte néanmoins une importante zone industrielle de part et d'autre de l'autoroute 20 (Jean-Lesage) qui est limitrophe de la ville de Longueuil. Aussi une grande partie de la ville est constituée de terres agricoles, principalement à l'est de la rue De Montbrun et au sud du chemin de Touraine et s'étendant jusqu'aux limites de la ville avec Varennes, Sainte-Julie et Saint-Bruno-de-Montarville. Des zones commerciales de grandeur plutôt limitée existent également, près de l'échangeur de l'autoroute 20 et du boulevard de Mortagne, près de l'intersection de ce boulevard avec le boulevard De Montarville et près de l'intersection de ce boulevard et du chemin de Touraine.

### Hydrographie
À partir de son crénon, dans l'ouest de la ville, la rivière aux Pins coule vers le nord jusqu'à sa confluence avec le Saint-Laurent.
À partir de son crénon, dans l'est de la ville, la rivière Sabrevois coule vers le sud-ouest jusqu'à sa confluence avec le fleuve.

## Histoire
Boucherville fut fondée en 1667 par Pierre Boucher. Ce dernier était originaire de Mortagne-au-Perche, village de Normandie, en France. Après avoir habité Québec et Trois-Rivières, Pierre Boucher s'établit dans la seigneurie des Îles Percées à l'automne 1667. C'est là, sur la rive-sud du Saint-Laurent, qu'il fonda Boucherville.
La première église du village fut construite en 1670. Cet édifice de bois fut remplacé par un édifice en pierres en 1712. On ne sait à peu près rien de cet édifice. L'église Sainte-Famille que nous connaissons actuellement est un lieu de culte de tradition catholique construit en 1801 et 1802. Les plans ont été conçus par Pierre Conefroy (1752-1816). Elle fut fortement endommagée dans l'incendie qui embrasa le cœur du village en 1843.
D'abord érigée en 1857 comme municipalité de village, elle est annexée en 1963 à la municipalité de la paroisse de Sainte-Famille-de-Boucherville créée en 1845. Quelques familles quittèrent Boucherville au XVIIIe siècle pour fonder les communautés de Sainte-Julie et Saint-Bruno-de-Montarville.
Le village fut un lieu de villégiature à la fin XIXe et début XXe siècle. Les Montréalais y accédaient par train ou par traversier. L'hôtel de Boucherville, sur le bord du fleuve, trouve son origine à cette époque.
Boucherville connut un essor prononcé après la Seconde Guerre mondiale. Cette croissance fut alimentée par la construction du pont-tunnel Louis-Hippolyte-La Fontaine.
En 2002, dans le cadre des réorganisations des municipalités du Québec, la ville de Boucherville – alors la plus populeuse de la municipalité régionale de comté (MRC) de Lajemmerais – est soustraite du territoire de cette MRC pour être transférée dans le territoire de la nouvelle ville de Longueuil, à la suite de l'adoption de la loi 170, le 20 décembre 2000.
Imposée par le gouvernement du Québec, cette fusion avec Longueuil et d'autres villes de la Rive-Sud demeure controversée dans la population. Un nouveau gouvernement élu en 2003, sur la base notamment de redonner aux citoyens des villes fusionnées l'occasion de se prononcer sur cette décision, dépose puis vote la loi 9 qui prévoira la tenue d'un référendum à cet effet en juin 2004. Celui-ci est gagné par les partisans d'une municipalité indépendante qui désirent la reconstitution de leur municipalité dans une proportion de 75,66 %. Boucherville demeurera cependant partie de l'agglomération de Longueuil, un nouveau type de structure supramunicipale.
Boucherville compte maintenant plus de 40 000 habitants et un grand parc industriel (constitué du parc Edison et du parc Lavoisier). Y sont situés les sièges sociaux de grandes entreprises telles RONA, BMR, Campagna T-Rex ou Danone (siège social nord-américain).

### Héraldique
| L'écu de Boucherville se blasonne ainsi : D'azur, au chevron d'argent, sommé d'un lis de jardin au naturel accosté de deux glands d'or et en pointe d'un rocher sommé d'une croix latine, le tout aussi d'or. |

## Quartiers et secteurs

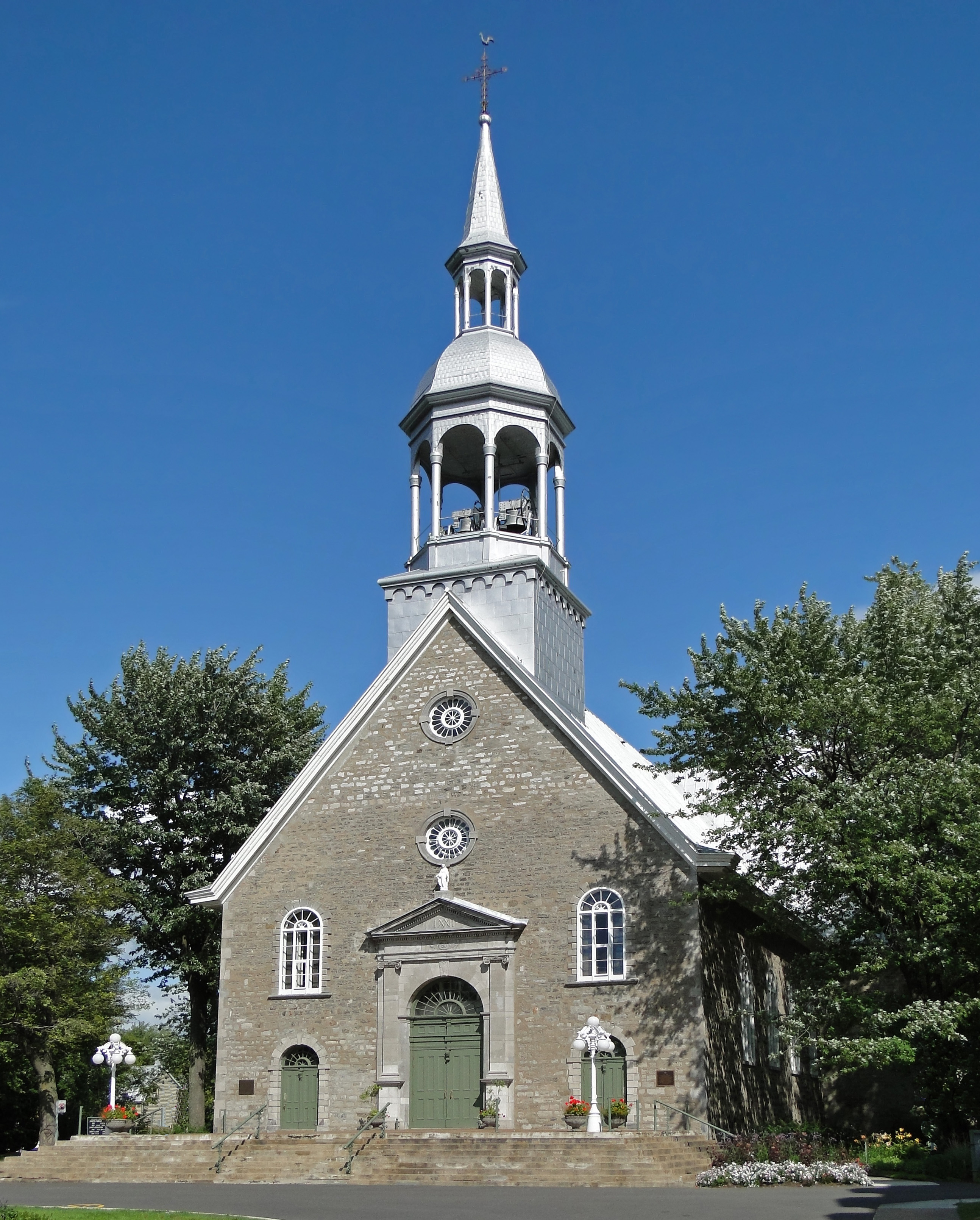
L'église Sainte-Famille (1801).

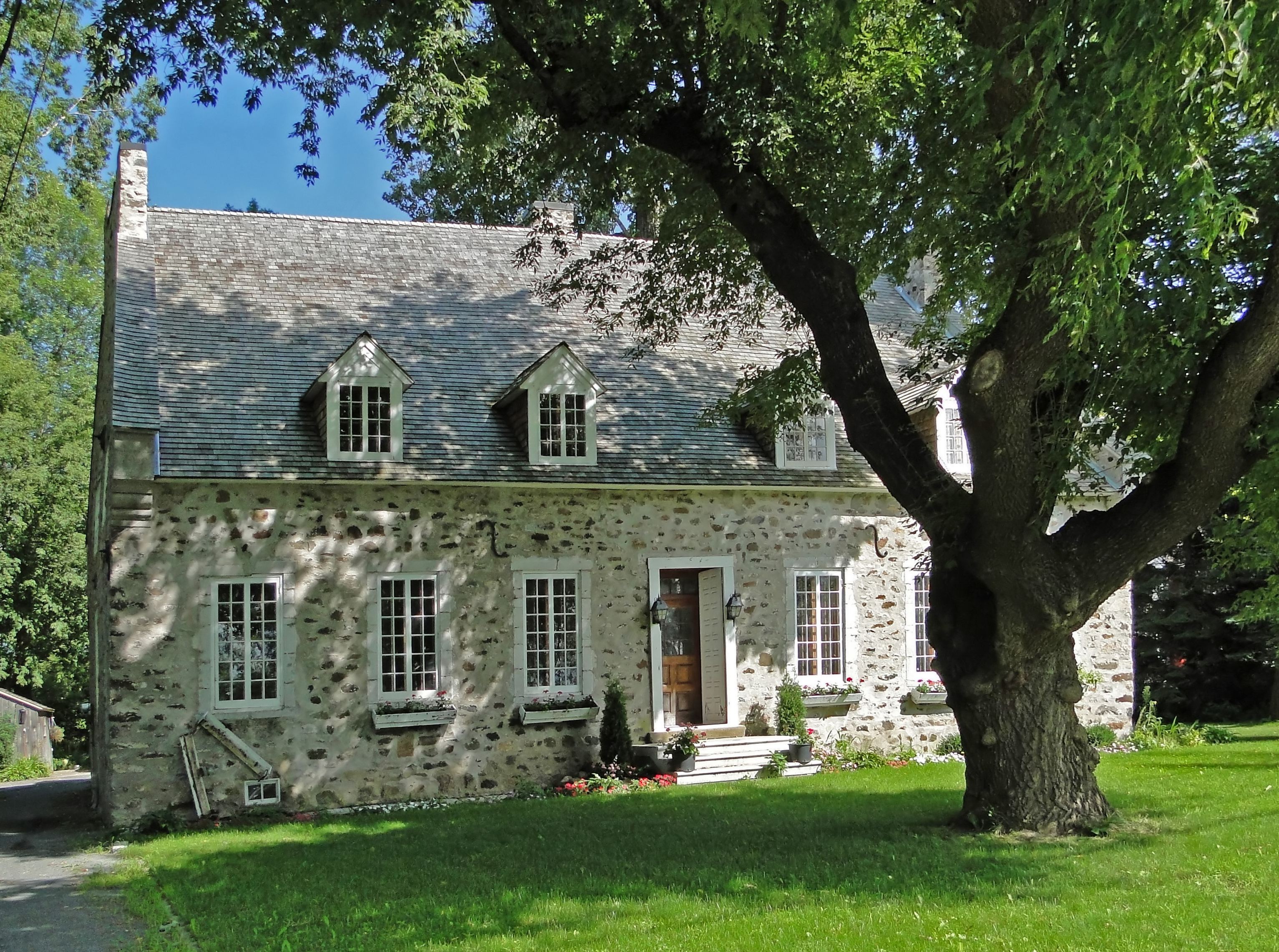
Le manoir François-Pierre Boucher (1740).

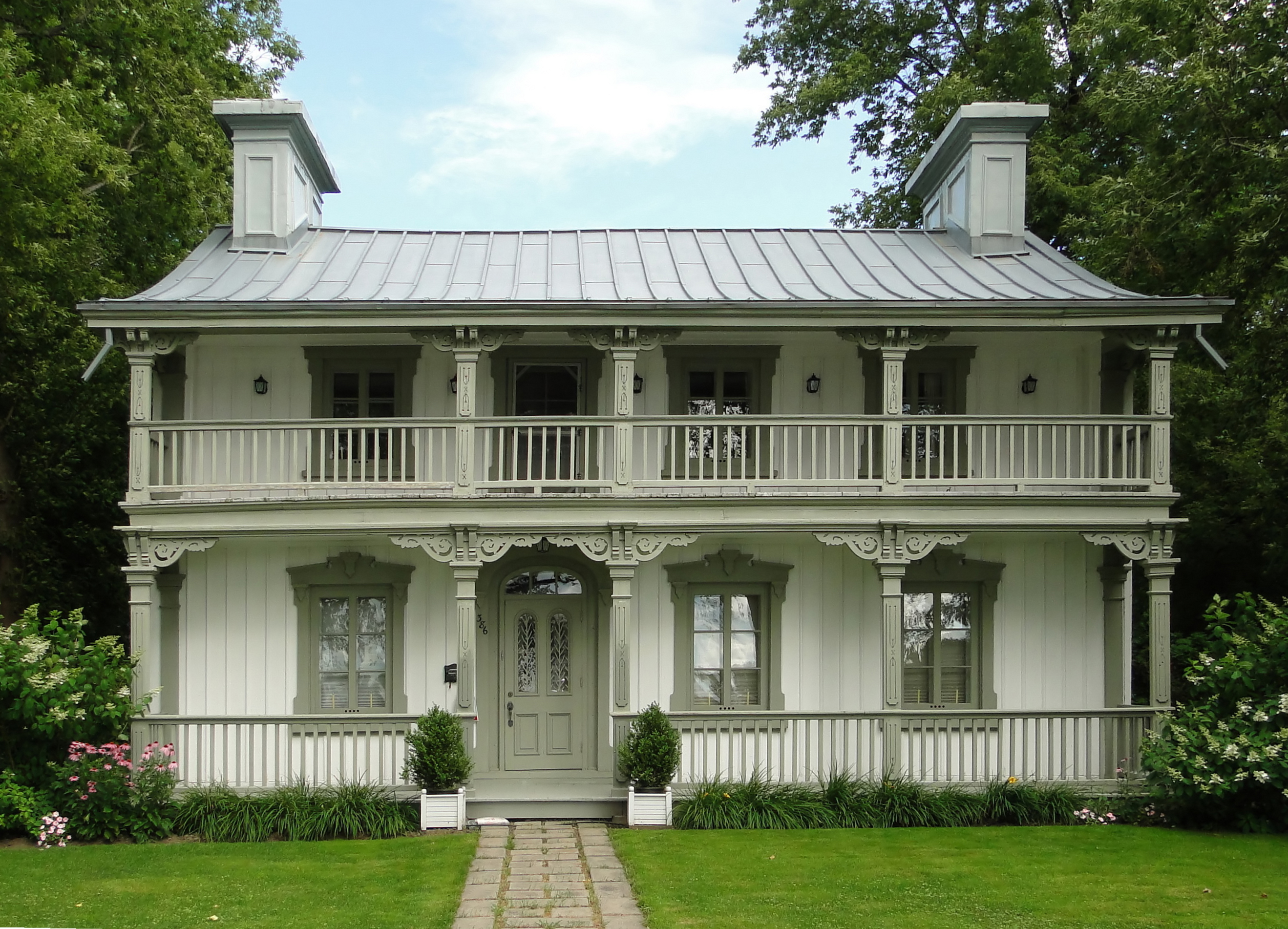
La maison Quintal-Quesnel (1727-1750).

Le quartier Harmonie est situé entre les boulevards de Mortagne, De Montarville et les rues De Montbrun et de Normandie. Son développement a débuté à la fin des années 1990 et le zonage est essentiellement résidentiel, où de nombreuses maisons de prestige ont vu le jour. De nombreux parcs et espaces verts en plus d'un réseau cycliste développé parsèment le quartier. Le centre multifonctionnel de Boucherville y est également implanté. Bien que toujours actif durant les années 2020, le développement domiciliaire du quartier atteint son apogée durant les années 2000.
Le quartier Le Boisé est localisé dans le quadrilatère composé des rues De Montbrun, de Normandie, de Touraine et du boulevard De Montarville. Ce quartier est composé de maisons luxueuses et cossues ayant de très grands terrains (40 000 pieds carrés en moyenne). Les voies publiques ne possèdent pas de trottoirs et le nombre d'arbres y est très élevé. La construction du quartier débute au début des années 2000 et se poursuit dans les années 2010.
Le quartier des Villes et Provinces de France est situé entre les rues de Normandie, Gay-Lussac, Ampère et le boulevard De Montarville. Sa particularité est que tous les noms de rues et de parcs évoquent des villes et provinces de France, d'où le nom du secteur. Un réseau cyclable développé parcourt le quartier, qui est essentiellement composé de résidences unifamiliales ou maisons jumelées. Plusieurs constructions sont de type victorien et bien colorées. On trouve dans ce quartier de jolis parcs et terrains de jeux pour les enfants. Le développement de ce secteur s'est effectué principalement durant les années 1990.

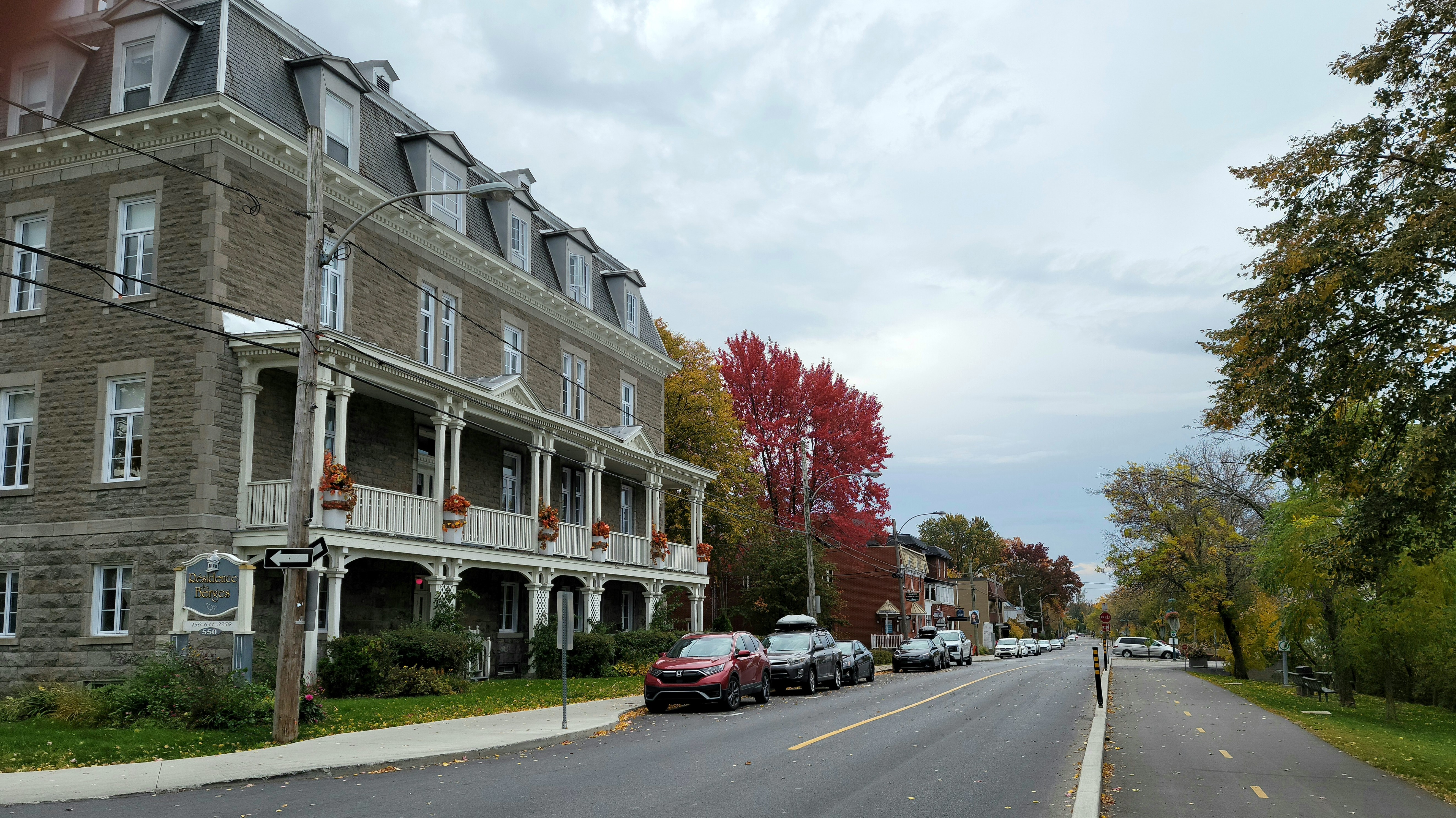
Vue du boulevard Marie-Victorin dans le Vieux-Boucherville.

Le Vieux-Boucherville est le quartier d'origine de la ville où l'on retrouve l'ancien village et l'église Sainte-Famille. On peut le situer au cœur de la municipalité de Boucherville, face au fleuve, entre les boulevards du Fort-Saint-Louis et De Montarville et la rue De Montbrun. L’église présente un intérêt patrimonial pour sa valeur architecturale, artistique et historique. Plusieurs constructions sont classées comme monuments du patrimoine historique. Le Vieux-Boucherville est aussi délimité par le chemin de fer du Canadien National, bordant le boulevard du Fort-Saint-Louis, qui divise le nouveau Boucherville du Vieux-Boucherville. Ce secteur comporte surtout des familles depuis longtemps établies.

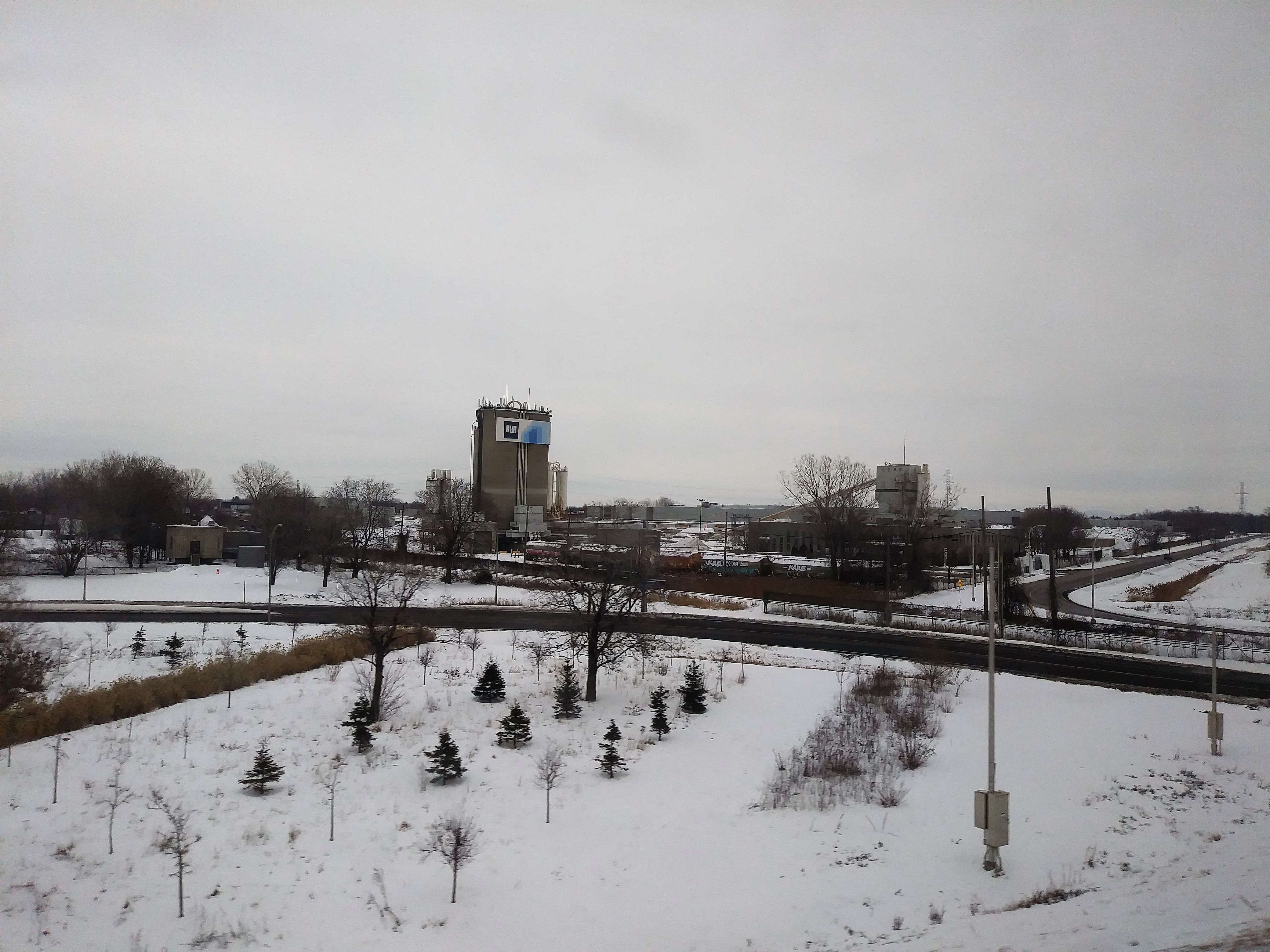
Le parc industriel Lavoisier, vu de l'autoroute 20.

Le secteur industriel de Boucherville couvre la portion ouest de la ville de part et d'autre de l'autoroute 20, jouxtant la ville voisine de Longueuil. Il est divisé en deux parcs distincts sur environ 7 km2. Bien que l’inauguration des parcs eut lieu dans les années 1960, c’est durant les deux dernières décennies que l’expansion de ceux-ci a été la plus importante. Le nombre d’entreprises présentes dans les parcs industriels passe d’un peu plus d’une centaine au début des années 1980 pour 6 000 emplois à près de 575 en 2015 pour environ 23 000 emplois, et ce, dans divers secteurs. De plus, les parcs industriels hébergent deux centres de recherche (l'Institut des matériaux industriels du Conseil national de recherches Canada et le Centre des technologies du gaz naturel).
La Seigneurie, quartier résidentiel, se trouve dans le quadrilatère formé par les boulevards du Fort-Saint-Louis, de Mortagne, De Montarville et Industriel. La construction du quartier remonte au début des années 1960. Le centre d'achats La Seigneurie était le pôle d'attraction, avec ses commerces modernes à l'époque, dont un magasin d'alimentation Dominion, une succursale de la Banque canadienne impériale de commerce, une pharmacie, une tabagie, et un cabinet de médecins. De nos jours, ce centre est de moins en moins couru, étant donné l'expansion extraordinaire des centres commerciaux de l'autre côté de la ville, contenant notamment un Ikea. La construction du quartier suivra d'abord l'axe formé par la rue des Îles-Percées jusqu'au golf, pour ensuite s'étendre de part et d'autre au cours de la vingtaine d'années suivantes. Le quartier est desservi par deux écoles primaires francophones, De La Broquerie et Pierre-Boucher.

Vue des berges de Boucherville, du fleuve Saint-Laurent et des Îles de Boucherville (en arrière-plan à gauche).

Le domaine Sabrevois est un quartier construit au début des années 1970 à l'est du boulevard De Montarville, entre les rues Samuel-De Champlain et Jacques-Cartier. La partie contiguë au boulevard De Montarville est construite sur un ancien marécage (maintenant remblayé) qui se vidait dans le ruisseau de la Broquerie.
Le Carrefour de la Rive-Sud est un centre commercial de grande envergure situé entre le chemin de Touraine et l'autoroute 20 à proximité du boulevard De Montarville. Plusieurs succursales de chaînes de magasins et de restaurants s'y trouvent, tels que Bâton Rouge, Costco, Super C, RONA, Winners, Archambault et, principalement la cause de son développement depuis le début des années 2000, longtemps l'un des deux seuls magasins Ikea du Québec (le premier construit étant situé à Montréal, dans l'arrondissement de Saint-Laurent). De son ouverture en mars 2003, le magasin Ikea à lui seul attire les foules dans ce secteur. Même les gens de l'est du Québec se déplacent jusqu'à Boucherville pour y magasiner. L'ouverture d'un troisième magasin à Québec en août 2018 vient cependant modifier en partie les habitudes de la clientèle. Boucherville est depuis 2003 un pôle économique et commercial important de la Rive-Sud.

### Anciens quartiers
Le faubourg Sainte-Anne est un quartier aujourd'hui disparu, situé aux confins sud-ouest du village, où se joignent maintenant les boulevards Marie-Victorin et De Montarville. Le faubourg était composé des lots cadastraux 153 à 159 et était desservi par plusieurs rues. Il est mentionné pour la dernière fois dans des actes notariés datant de 1875. Un plan du faubourg Sainte-Anne est conservé dans les archives du séminaire Saint-Joseph de Trois-Rivières.

Vue panoramique du parc où l'on trouve la maison d'enfance de Louis-Hippolyte La Fontaine.

## Démographie
La population de la ville de Boucherville s'établit en 2021 à 41 743 habitants.
| 1991   | 1996   | 2001   | 2006   |
| ------ | ------ | ------ | ------ |
| 33 800 | 34 990 | 36 253 | 39 062 |

| 2011   | 2016   | 2021   | - |
| ------ | ------ | ------ | - |
| 40 753 | 41 671 | 41 743 | - |

Sur le plan de l'agglomération de Longueuil, la population bouchervilloise occupe une proportion approximative de 10 % par rapport à l'ensemble de la population de l'agglomération.

## Administration
Le conseil municipal de la ville de Boucherville siège au Centre administratif Clovis-Langlois, l'immeuble abritant l'hôtel de ville. Une bonne partie des départements administratifs ont leurs bureaux dans cet immeuble.

### Conseil de ville
|                               | 1986-1990         | 1990-1994         | 1994-1998        | 1998-2001         | 2006-2009          | 2009-2013               | 2013-2017            | 2017-2021          | 2021-2025          |
| Maire / Mairesse              | Hugues Aubertin   | Hugues Aubertin   | Francine Gadbois | Francine Gadbois  | Francine Gadbois   | Jean Martel             | Jean Martel          | Jean Martel        | Jean Martel        |
| District 1 - Marie-Victorin   | Jacques Brasseur  | Luc Sénécal       | Mark Provencher  | Michel Bienvenu   | Jean-Louis Richer  | Yan Savaria-Laquerre    | Yan Savaria-Laquerre | Isabelle Bleau     | Isabelle Bleau     |
| District 2 - Rivière-aux-Pins | René Delisle      | René Delisle      | René Delisle     | Marc Lapointe     | Monique Reeves     | Francine Crevier-Bélair | Raouf Absi           | Raouf Absi         | Raouf Absi         |
| District 3 - Des Découvreurs  | Jean Beaudry      | Denise Fillion    | Denise Fillion   | Denise Fillion    | Carl Chevalier     | Alexandra Capone        | Alexandra Capone     | Josée Bissonnette  | Josée Bissonnette  |
| District 4 - Harmonie         | Serge Laramée     | Jean-Pierre Morin | Pierre Piché     | Pierre Piché      | Roger Saucier      | Anne Barabé             | Anne Barabé          | Anne Barabé        | Anne Barabé        |
| District 5 - La Seigneurie    | Jean-Pierre Morin | Chantal Sirois    | Sylvain Jourdain | Raymond Parenteau | Francine Guidi     | Dominic Lévesque        | Dominic Lévesque     | François Desmarais | François Desmarais |
| District 6 - Saint-Louis      | Laurent Rivard    | Laurent Rivard    | Serge Laramée    | Serge Laramée     | Richard Lalancette | Magalie Queval          | Magalie Queval       | Magalie Queval     | Magalie Queval     |
| District 7 - De Normandie     | Louise Cardinal   | Louise Cardinal   | Élie Saab        | Élie Saab         | Armand Lefebvre    | Jacqueline Boubane      | Jacqueline Boubane   | Jacqueline Boubane | Jacqueline Boubane |
| District 8 - Le Boisé         | Guy Lafrance      | Francine Gadbois  | Sonia Godbout    | Sonia Godbout     | Reynald Gagné      | Lise Roy                | Lise Roy             | Lise Roy           | Lise Roy           |

### Conseil d'arrondissement
Le tableau suivant présente la composition du conseil de l'arrondissement de Boucherville entre le 1er janvier 2002 et le 31 décembre 2005, soit les quatre années où Boucherville forme l'un des arrondissements de Longueuil. Les règles de fonctionnement prévoient alors que les membres du conseil d'arrondissement doivent désigner l'un d'entre eux comme président d'arrondissement.
|            | 2002-2005                                      |
| District 1 | Denise Filion                                  |
| District 2 | Francine Gadbois (présidente d'arrondissement) |
| District 3 | Serge Laramée                                  |
| District 4 | Élie Saab                                      |

### Direction générale
Le directeur général d'une municipalité québécoise est le plus haut fonctionnaire de celle-ci.
|           | Directeur général |
| 2005-2011 | Daniel McCraw     |
| 2011-2015 | Claude Caron      |
| 2015-     | Roger Maisonneuve |

## Culture

### Centres culturels
Le centre multifonctionnel Francine-Gadbois accueille de nombreux événements et spectacles. La mission du centre consiste à créer un milieu de vie pour les organismes et la population de la ville de Boucherville.

### Cinéma
Le 12e ciné-parc autorisé par la province a été inauguré à Boucherville le 4 juillet 1970. Après un agrandissement en 1979, il ferme définitivement en 1985.
Le ciné-parc Boucherville est situé près de l'intersection de la rue Nobel et du chemin Du Tremblay. En avril 2020, les propriétaires du cinéma en plein-air de la ville de Boucherville ont annoncé la fin des activités. Ils ont aussi annoncé qu'il n'y aura aucune procédure émise pour remplacer les installations. La société Cineplex y cesse donc définitivement toute activité. Il est toutefois possible d'assister à une représentation en plein-air dans les diverses installations partout à travers le Québec tel qu'à Saint-Hilaire, Orford, etc..

### Internet
Le site internet humoristique Têtes à claques est produit à Boucherville.

### Maison des jeunes
À l'hiver 1973, une première Maison des jeunes ouvre ses portes dans le village (Vieux-Boucherville). Du 30 mars 1974 à la fin juin 1974, la maison, alors située au 78, boulevard Marie-Victorin, reçoit l'appui du Club Richelieu local.
Le 19 novembre 1975, la maison déménage dans l'ancien hôtel du ville du village au 20, rue Pierre-Boucher. Elle y restera près de 25 ans, à l'exception de trois mois en 1982 où elle est temporairement relocalisée dans l'école Boucherville Elementary School, pendant des travaux de rénovation.
En 2001, la Maison des jeunes La Piaule s'installe dans de nouveaux locaux au Parc des Ados, sur le chemin du Lac.

## Médias
La municipalité peut compter sur un certain nombre de journaux locaux pour couvrir l'actualité de la ville.
- Journal La Relève (Édition Boucherville, Longueuil-Est)
- Journal La Seigneurie (racheté par le Groupe Messier en octobre 2016, fusionné depuis avec La Relève, autre propriété du Groupe Messier, par ailleurs gestionnaire de plusieurs enseignes Metro, dont les deux magasins de Boucherville)
- Point sud

## Transport

### Transport routier

La route 132 à Boucherville.

Boucherville constitue une plaque tournante en matière de transport, notamment par sa localisation stratégique près des grands axes routiers du Québec et de la région métropolitaine. Les autoroutes 20 et 30 bordent la ville, alors que l'extrémité sud de l'autoroute 25 se trouve à une centaine de mètres de Boucherville, bien que située en réalité à Longueuil. La route 132 traverse quant à elle la section nord de Boucherville avec des infrastructures de type autoroutier sur la majorité de son parcours, bien qu'officiellement une route.
Autoroutes
- Autoroute 20
- Autoroute 25
- Autoroute 30

Routes provinciales
- Route 132

Artères municipales
- Boulevard Marie-Victorin
- Boulevard De Montarville
- Boulevard de Mortagne, anciennement connu sous le nom de rang du Pays-Brûlé.
- Rue de Normandie, anciennement connu sous les noms de 3e rang, ou rang de Normandie.
- Rue De Montbrun
- Boulevard du Fort-Saint-Louis
- Boulevard Industriel
- Chemin Du Tremblay
- Chemin de Touraine

### Transport en commun
Le transport en commun sur le territoire de la ville de Boucherville repose essentiellement sur le réseau d'autobus du Réseau de transport de Longueuil (RTL). Deux terminus métropolitains se trouvent également sur le territoire de la ville, soit le terminus De Montarville au nord de la ville et le terminus de Mortagne près du parc industriel. 
Le réseau d'autobus est constitué des lignes d'autobus suivantes :

#### Vers le Terminus Radisson
- Ligne 61 - Boucherville - Métro Radisson

#### Vers le Terminus Longueuil
- Ligne 25 - Parcs industriels - Terminus Longueuil (en pointe du matin et du soir et en fin de soirée en semaine seulement)
- Ligne 80 - De Montarville - Carrefour Rive-Sud - Terminus Longueuil
- Ligne 81 - Fort-Saint-Louis - Marie-Victorin - Terminus Longueuil
- Ligne 82 - Fort-Saint-Louis - Marie-Victorin - Terminus Longueuil (en pointe du matin et du soir en semaine seulement)
- Ligne 83 - Samuel-De Champlain - Jacques Cartier - Terminus Longueuil
- Ligne 84 - Samuel-De Champlain - Jacques Cartier - Terminus Longueuil (en semaine seulement)
- Ligne 85 - De Gascogne - Des Îles-Percées - Terminus Longueuil (en pointe du matin et du soir en semaine seulement)
- Ligne 123 - Jacques-Cartier (Longueuil) - Parcs industriels - Terminus Longueuil
- Ligne 161 - De Montarville - de Mortagne - Terminus Longueuil
- Ligne 185 - Ampère - Gay-Lussac - Terminus Longueuil (en pointe du matin et du soir en semaine seulement)

#### Vers le Centre-ville de Montréal
- Ligne 86 - Samuel-de-Champlain - Jacques Cartier - Montréal (en pointe du matin et du soir en semaine seulement)
- Ligne 87 - Fort-Saint-Louis - Marie-Victorin - Montréal (en pointe du matin et du soir en semaine seulement)

Le secteur Sorel-Varennes d'Exo dessert également Boucherville en transport en commun pour les déplacements entre Sorel-Tracy et Longueuil. Les autobus de cet organisme de transport effectuent pour la plupart un arrêt au terminus De Montarville.

## Institutions scolaires
Les institutions scolaires francophones sont administrées par le Centre de services scolaire des Patriotes (anciennement la Commission scolaire des Patriotes), à l'exception d'un établissement qui est privé.
L'École Boucherville Elementary, la seule école anglaise de la ville (2015), est administrée par la Commission scolaire Riverside.
À son ouverture, la Boucherville Protestant School, plus tard devenue la Boucherville Elementary School, desservait la population protestante anglophone. Dès la fin des années 1960, elle accueillait les enfants de la maternelle à la 7e année (à la 6e année après 1971). L'école secondaire attitrée était la Lemoyne d'Iberville High School, à Longueuil.
À la même époque, l'enseignement primaire catholique anglais se dispensait à l'école Marguerite-Bourgeoys, où les anglophones disposaient de plusieurs classes. Les élèves du secondaire prenaient l'autobus pour se rendre à l'école secondaire catholique de McMasterville.

### Secondaire
- École secondaire de Mortagne
- École secondaire Les Trois-Saisons (privée)
- École orientante l'Impact (vocation particulière)

### Primaire
- École Père-Marquette
- École Louis-H.-Lafontaine
- École Paul-VI
- École Antoine-Girouard
- École De La Broquerie
- École Les Jeunes Découvreurs
- École Pierre-Boucher
- École Les Trois-Saisons (privée)
- École Boucherville Elementary (anglaise publique)

#### Anciennes écoles
- École Sacré-Cœur
- École Marguerite-Bourgeoys

## Paroisses
- Sainte-Famille
- Saint-Sébastien
- Saint-Louis

## Parcs
- Parc[35] de la Frayère
- Parc des Gouverneurs
- Parc Charles-Guimond
- Parc Père-Marquette
- Parc Louis-H.-Lafontaine
- Parc Jacques-De Noyon
- Parc Pierre-De Caumont
- Parc Jacques-Racicot
- Parc Père-Le Jeune
- Parc Paul-VI
- Parc Léandre-Lacaille
- Parc Joseph-Laramée
- Parc Sacré-Cœur
- Parc Antoine-Girouard
- Parc de la Rivière-aux-Pins
- Parc de la Mairie
- Parc Elie-Saab
- Parc De La Broquerie
- Parc du Bois-de-Brouage
- Parc de Verrazano
- Parc des Explorateurs
- Parc Les Jeunes Découvreurs
- Parc Boisé Sabrevois
- Parc de Mortagne
- Parc Anne-Marie-Lemay
- Parc Phillippe-Musseaux
- Parc Pierre-Boucher
- Parc Marquis-De Tracy
- Parc de Brullon
- Parc Joseph-Huet
- Parc Allée de la Seigneurie
- Parc Claude-Melançon
- Parc de Nogent
- Parc Marguerite-A.-Tellier
- Parc de Parfondeval
- Parc de Réveillon
- Parc de Vimy
- Parc Vincent-d'Indy
- Parc Arthur-Dumouchel
- Parc du Boisé-du-Pays-Brûlé
- Parc de Normandie
- Parc de Dijon
- Parc de Saint-Malo
- Parc de Coutances
- Parc du Limousin
- Parc de Picardie
- Parc de Provence
- Parc de Vosges

## Jumelages
- Mortagne-au-Perche (France), en lien avec l'association Perche-Canada.
- Les Abymes (France)
- Kingston (Canada)

## Activités récréatives

### Îles de Boucherville

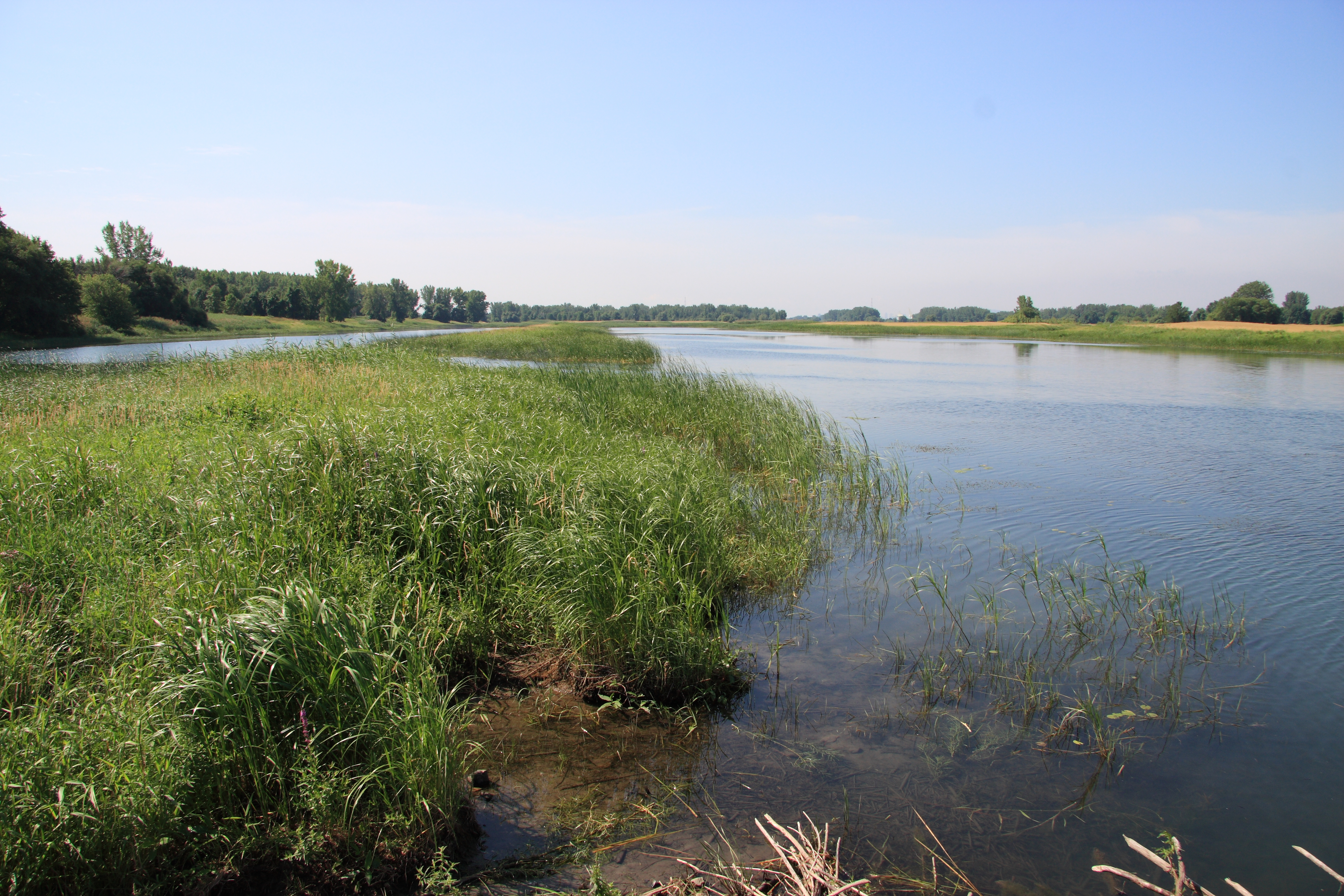
Depuis les battures de l'île à Bleury, vue de l'île Grosbois du parc national des Îles-de-Boucherville (à gauche) et de l'île Dufault (à droite).

Les Îles de Boucherville sont pour la plupart incluses dans un parc national administré par la Société des établissements de plein air du Québec (SÉPAQ), soit le parc national des Îles-de-Boucherville. Il est possible d'y faire notamment de la randonnée pédestre, du kayak, de l'observation de la flore et de la faune ou encore de la raquette.

### Golf
Le Club de golf de Boucherville, ouvert en 1960, est situé sur le boulevard de Mortagne.
À son ouverture, le terrain offre neuf trous. En 1961, le club agrandit son parcours et offre neuf trous supplémentaires. En 1983, le conseil d'administration du club charge Graham Cooke, architecte de golf, d'améliorer le parcours. Les travaux auront lieu en 1986. Le pavillon ainsi que le parcours ont fait l'objet de plusieurs améliorations entre 1994 et 2011.

### Sports nautiques

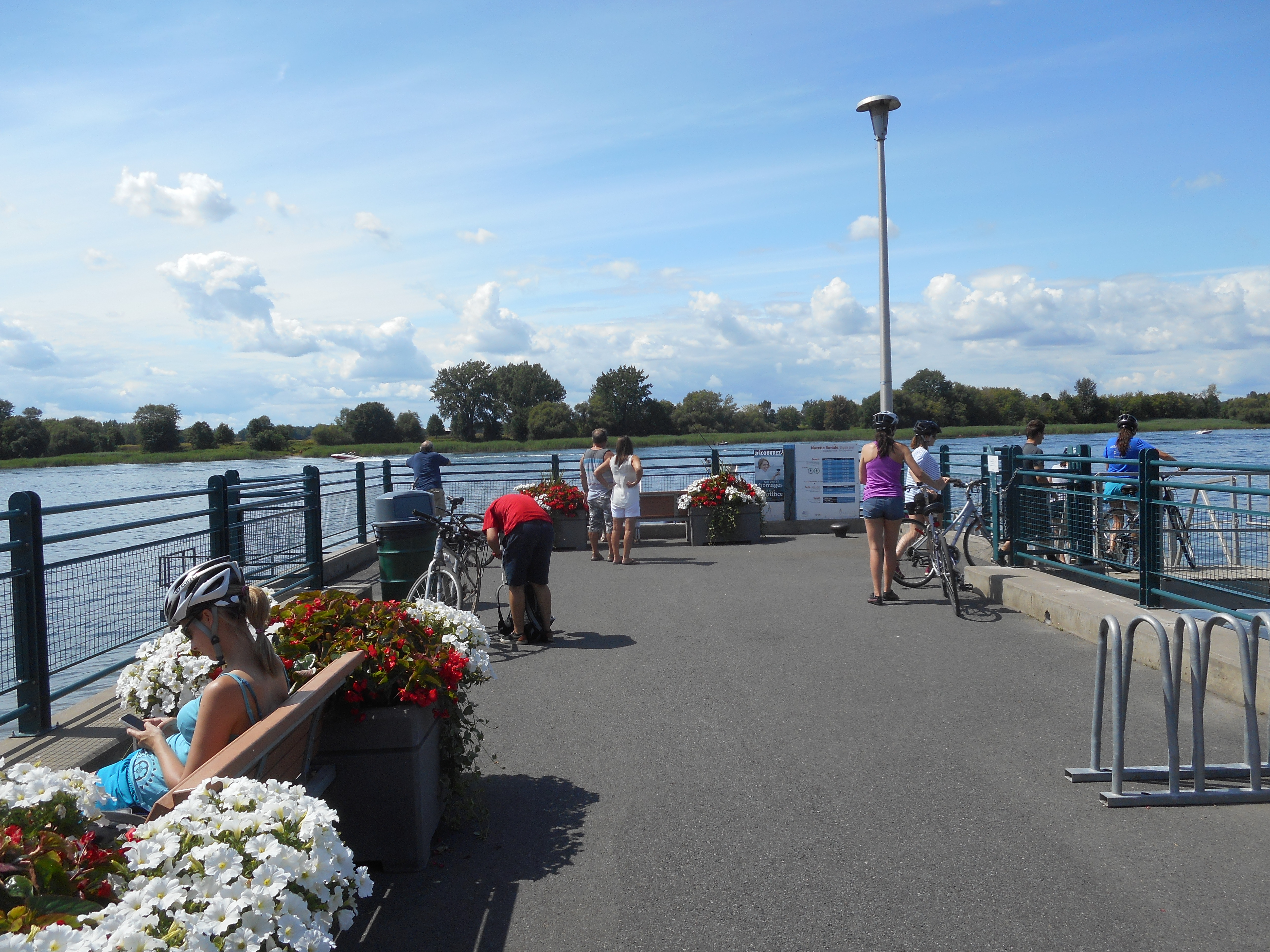
Le quai municipal Yvon-Julien de Boucherville.

Boucherville compte deux clubs nautiques, soit la marina de Boucherville et le Club nautique De Mézy.

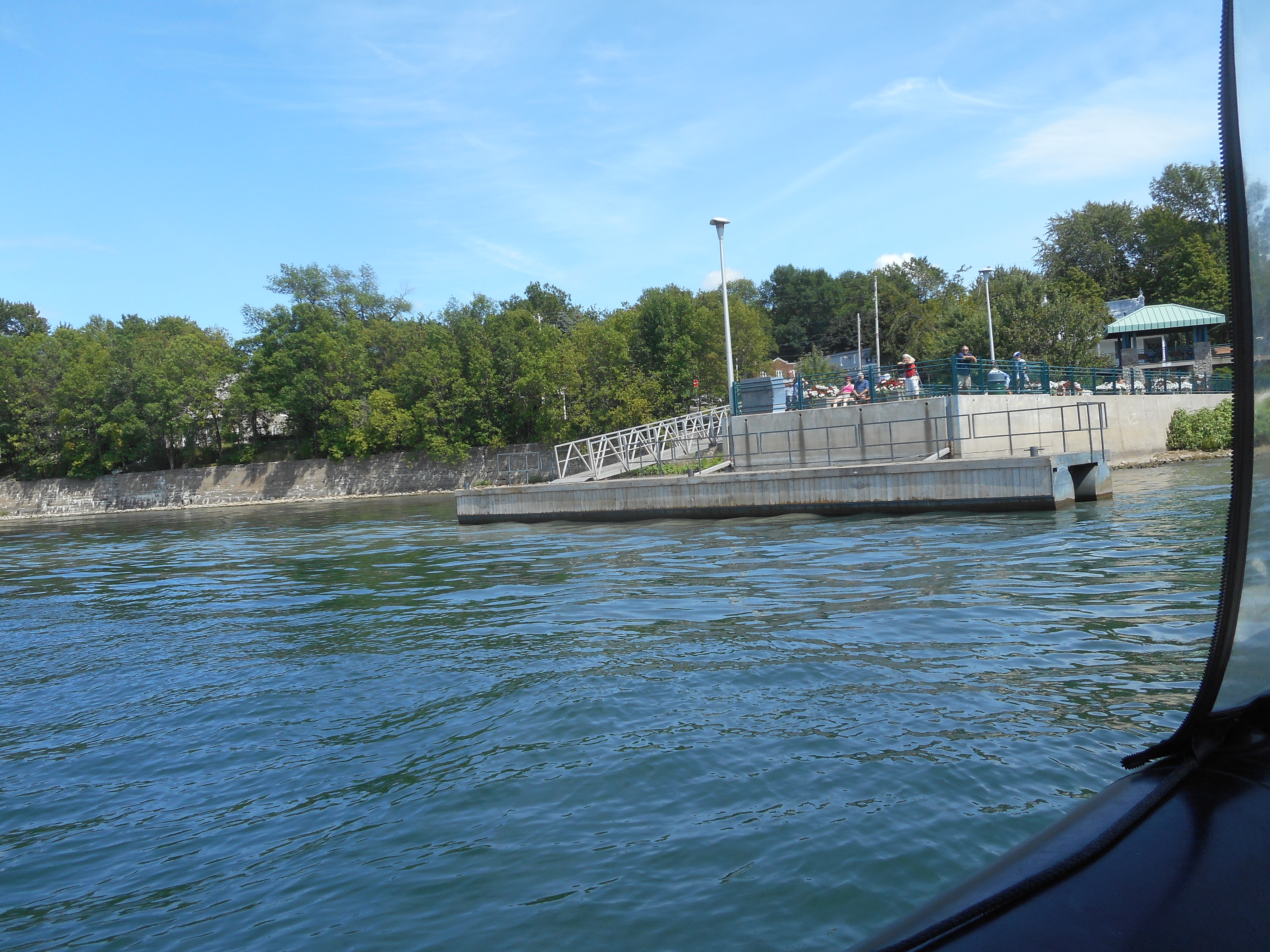
Vue du quai depuis la navette fluviale.

Il n'existe pas à Boucherville de rampe publique destinée à la mise à l’eau de bateaux privés. La ville possède néanmoins un quai public où il est possible de monter à bord d'une navette fluviale à destination notamment aux îles de Boucherville.

### Aviron
Le Club d'aviron de Boucherville, fondé en 1975, offre des programmes récréatifs et compétitifs. En 2012, le club bénéficie de la construction de nouveaux locaux, remplaçant les hangars construits dans les années 1970.

### Complexes sportifs et récréatifs publics
La ville de Boucherville possède deux installations sportives et multifonctionnelles principales.

#### Centre sportif Pierre-Laporte
Le centre civique de Boucherville est construit par la ville en 1967, en même temps que le nouvel hôtel de ville. Le centre possède deux piscines, une intérieure et l'autre extérieure, ainsi qu'une pataugeoire extérieure. On y retrouve aussi une patinoire intérieure et des palestres. Des terrains de tennis et de baseball sont aménagés à l'extérieur. Le centre est renommé en 1971 en l'honneur du ministre Pierre Laporte, assassiné l'année précédente.
Le 15 août 2015, le centre ferme pour des travaux de rénovation et d'agrandissement, prévus jusqu'en juillet 2017. La pelletée de terre inaugurant le projet de 32 millions de $ est retournée le 16 septembre 2015. Une entente entre les municipalités permet aux Bouchervillois d'utiliser la piscine de Varennes.
Le 9 septembre 2017 marque l'ouverture officielle du Complexe aquatique Laurie-Eve-Cormier, remplaçant ainsi le Centre sportif Pierre-Laporte.

#### Centre multifonctionnel Francine-Gadbois
Situé sur la rue Lionel-Daunais, le centre multifonctionnel offre des espaces culturels et sportifs.

### Centre Gilles-Chabot
Fondé en 1984, le centre Gilles-Chabot est un organisme à but non lucratif indépendant de la municipalité, spécialisé dans les sports de glace. Il offre 4 patinoires et une surface de curling. Le complexe accueille près de 750 000 personnes chaque année.

### Café centre d'art
Anciennement l'hôtel de Boucherville, le Café centre d'art est situé au 536, boulevard Marie-Victorin. Il vise la production, la création et médiation de la culture à Boucherville. Cette vitrine sur les arts deviendra un lieu d'échange entre les artistes et le public grâce à ses activités.[réf. souhaitée]

## Personnalités
Plusieurs personnes sont originaires de la ville ou un lien particulier avec elle :
- Pierre Boucher (1622-1717), fondateur de Boucherville
- Jeanne Crevier (1636-1727), cofondatrice de Boucherville[46]
- Marien Tailhandier (1665-1738), notaire et juge de la seigneurie de Boucherville
- Louis-Hippolyte La Fontaine (1807-1864), homme politique bas-canadien et Patriote.
- Louis Lacoste (1798-1878), notaire, homme politique bas-canadien et Patriote.
- Bonaventure Viger (1804-1877), Patriote qui faisait partie de la coalition rebelle du Bas-Canada
- Antoine Ménard, dit Lafontaine (1744-1825), entrepreneur en bâtiment et politicien. Grand-père de Louis-Hippolyte La Fontaine
- Georges Boucher de Boucherville (1814-1894), écrivain, fonctionnaire et inventeur.
- Étienne Desmarteau (1873-1905), politicien et premier médaillé olympique du Québec
- François-Louis Tremblay, patineur sur courte piste et médaillé olympique
- Michel Beaudet, créateur du site web des célèbres clips Têtes à claques
- Stéphane Quintal, ancien joueur du Canadien de Montréal
- Pierre-Marc Bouchard, joueur du Wild du Minnesota
- Dominique Rollin, cycliste professionnel dans l'équipe Cervélo et ancien champion du Canada
- Jonathan Duhamel, joueur de poker professionnel, vainqueur du Main Event des World Series of Poker 2010.
- Gilbert Delorme, joueur de hockey professionnel ayant évolué avec les Canadiens de Montréal et les Nordiques de Québec.
- Kevin Marshall, ancien joueur de hockey ayant évolué dans la Ligue nationale de hockey.
- Marc Angers, auteur-compositeur-interprète
- Toussaint Charbonneau, explorateur québécois
- Simon-Pierre Diamond, personnalité politique canadienne
- Pierre-Luc Gagnon, skateur
- Alexandre Lacoste, personnalité politique canadienne
- Élyse Marquis, comédienne
- Caroline Néron, actrice et femme d'affaires
- Yannick Riendeau, joueur de hockey
- Louis-Victor Sicotte, personnalité politique canadienne

Une rue est nommée en mémoire d'Auguste Descarries, musicien, compositeur, pianiste et organiste.